# Juan Guillermo López Soto
Juan Guillermo López Soto (Santa Bárbara, Chihuahua, 10 de febrero de 1947-Chihuahua, Chihuahua, 8 de septiembre de 2021) fue un obispo católico mexicano, ocupó el cargo de Obispo de Cuauhtémoc-Madera en el estado de Chihuahua, desde 1995 hasta su fallecimiento en 2021.

## Biografía
Juan Guillermo López Soto nació en la población de Santa Bárbara, en el estado de Chihuahua el 10 de febrero de 1947.
Realizó los estudios de Humanidades y filosofía en el Seminario de Chihuahua, de 1958 a 1967; tres años de teología en el Seminario de la Arquidiócesis de México de 1967 a 1970: y finalmente el cuarto año de teología nuevamente en el Seminario de Chihuahua de 1970 a 1971. Fue ordenado presbítero el 18 de agosto de 1972 en la Catedral de Chihuahua por el entonces arzobispo de esa sede, Adalberto Almeida y Merino.
En la Arquidiócesis de Chihuahua ocupó numerosos cargos, entre los que están: vicario cooperador de Delicias de 1972 a 1976, vicario pastoral de la zona Camargo de 1975 a 1976, pro vicario general en 1977,  secretario del Consejo Presbiterial de 1976 a 1982, capellán de las Hermanas del Hospital Central, vicario de pastoral y vicario ecónomo en Lázaro Cárdenas de 1976 a 1982.
Párroco en Saucillo de 1982 a 1992, y vicario General de la Arquidiócesis de Chihuahua de 1992 a 1995, esté último cargo, por nombramiento del arzobispo José Fernández Arteaga.
El 17 de noviembre de 1995 el papa Juan Pablo II elevó la hasta entonces Prelatura de Madera a la nueva Diócesis de Cuauhtémoc-Madera y nombró el mismo día a Juan Guillermo López como su primer obispo. Recibió la ordenación episcopal el 15 de diciembre siguiente; fungiendo como consagrante principal el entonces nuncio apostólico en México, Girolamo Prigione, y como co-consagrantes José Fernández Arteaga, arzobispo de Chihuahua y Renato Ascencio León, obispo de Ciudad Juárez.
El 30 de agosto de 2021 fue anunciado que había resultado positivo a la enfermedad por coronavirus, y fue traslado a la ciudad de Chihuahua para su internamiento hospitalario; falleciendo a consecuencia de dicho padecimiento el 8 de septiembre siguiente.